# Иверска пристанищна кула
Иверската пристанищна кула (на гръцки: Πύργος Αρσανά Μονής Ιβήρων) е отбранително съоръжение, разположено в пристанището (арсана) на Иверския манастир на полуостров Света гора, Халкидики, Гърция.

## Описание
Манастирската арсана (пристанище), разположена съвсем близо до манастира, е защитена от внушителна кула с височина 22,5 m, която е най-добре запазената кула на манастира. Построена е в 1626 година, във време, когато с помощта на дарения от грузински и румънски владетели манастирът преминава през фаза на трескава реконструкция.